# Tony Kaplan
Max Tony Kaplan, född 24 januari 1937 i Göteborgs Gamlestads församling, Göteborg, död 13 november 2010 i Höllvikens församling, Vellinge, Skåne län, var en svensk nöjesjournalist.

## Biografi
Tony Kaplans far var musiker och kapellmästare. Faderns familj kom från Grodno (Hrodna) i dagens Vitryssland och invandrade i början av 1900-talet till Sverige. Kaplan växte upp i Göteborg och började som 15-åring skriva filmrecensioner för GT. Han spelade som barn i orkestern Lisebergspojkarna. Han inledde sin yrkesbana på tidningarna Ny Tid, Aftonposten och Aftonbladets redaktion i Göteborg, men han var huvudsakligen verksam i Malmö.  
Kaplan anställdes år 1964 vid tidningen Arbetet, och 1966 blev han dess nöjeschef. Han stannade på Arbetet till tidningens konkurs år 2000 och arbetade därefter för Kvällsposten. Hans specialområden var musikaler och operetter.
Kaplan var även verksam i olika etermedier, bland annat med det egna programmet Showtime i Radio Malmöhus och som redaktionsmedlem i Lasse Holmqvists TV-serie Här är ditt liv.
Kaplan var under många år sambo med Ing-Britt Stiber. De sista åren var han särbo med Britt Bass.